# Batalla de Rhandeia
La batalla de Rhandeia fue un enfrentamiento que disputaron el Imperio romano y una serie de fuerzas rebeldes armenias propartas en el año 62.

## Antecedentes
Vologases I de Partia había invadido el Reino de Armenia, estado cliente de Roma en el año 58. El emperador Nerón ordenó a Corbulón, nuevo legado de Capadocia, que solucionara la cuestión.
Corbulón dejó en Siria las legiones IV y XII al mando de Cayo Cestio Galo, y marchó con la IV Scythica que había llegado desde Mesia, la III Gallica y la XV Apollinaris a Armenia. Derrotó a los partos y restauró a Tigranes VI en el trono armenio.

## La batalla
En 62, la Legión IV Scythica y la Legión XII Fulminata, comandadas por Cayo Cesenio Peto, nuevo legado de Capadocia, fueron asediadas por los partos y rebeldes armenios en la fortaleza de Rhandeia, en la ribera del río Arsanies, actual río Murat, y forzadas a rendirse.

## Consecuencias
Las legiones fueron avergonzadas y retiradas del teatro de guerra. Corbulón volvió a Armenia en 62-63 a enfrentarse con los partos pero finalmente llegó a un acuerdo en Rhandeia con Tiridates I de Armenia. Partos y romanos acordaron reconocer a un arsácida, miembro de la dinastía real parta, como rey de Armenia bajo clientela de Roma. Tiridates emprendió entonces un viaje a Roma ampliamente recogido en las crónicas clásicas.